# 돌아온 팔도강산
"돌아온 팔도강산"은 1976년에 개봉한 대한민국의 영화이다.

## 캐스팅
- 현석
- 유지인
- 윤일봉
- 한문정
- 문정숙
- 주선태
- 양훈
- 장훈
- 황정순
- 도금봉
- 최남현
- 한은진
- 유계선
- 복혜숙
- 송미남
- 전영주
- 전숙
- 박옥초
- 백금녀
- 김기범
- 이해룡
- 박병기
- 양일민
- 최석
- 지방열
- 임생출
- 노강
- 손전
- 최삼
- 박동룡
- 최재호
- 김경란
- 김수천
- 박달
- 이예민
- 박광진
- 노사강
- 김우석
- 신재석